# My Own Prison (singolo)
My Own Prison è un singolo del gruppo musicale statunitense Creed, pubblicato nel 1997 ed estratto dall'album omonimo.
Il brano è stato scritto da Scott Stapp e Mark Tremonti

## Tracce
1. My Own Prison (Radio edit) – 4:12
2. My Own Prison (Acoustic edit) – 4:33
3. Torn (Live) – 6:24